# أوليفييه بومال
أوليفييه بومال (بالفرنسية: Olivier Boumal)‏ هو لاعب كرة قدم كاميروني في مركز الجناح ولد في يوم 17 سبتمبر 1989 في مدينة دوالا في الكاميرون، يلعب حالياً مع نادي باناثينايكوس وسبق له اللعب مع نادي بانيونيس وإيراكليس بساكنا ونادي ليفادياكوس ونادي أسترا جورجو ونادي بانتليكوس ونادي ألباسيتي ونادي سانت إتيان و نادي باريس ونادي جورج فومينين، في سنة 2017 بدأ باللعب مع منتخب الكاميرون لكرة القدم ويبلغ طول اللاعب 174 سم.

## روابط خارجية
- أوليفييه بومال على موقع الاتحاد الدولي (مؤرشف)  (الإنجليزية)
- أوليفييه بومال على موقع رابطة كرة القدم اليابانية للمحترفين (اليابانية)
- أوليفييه بومال على موقع قاعدة بيانات كرة القدم.إي يو (الإنجليزية)
- أوليفييه بومال على موقع ناشيونال فوتبول تيمز (الإنجليزية)
- أوليفييه بومال على موقع Soccerway.com (الإنجليزية)
- أوليفييه بومال على موقع عالم كرة القدم.نت (الإنجليزية)
- أوليفييه بومال على موقع AS.com (الإسبانية)